# Анна Данилова
Анна Василиевна Дубчак е много плодовита руска писателка, авторка на произведения в жанровете криминален роман, трилър и детска литература. Пише и под псевдонимите Анна Данилова и Олга Волкова, както и (в Турция) Анна Каплан, както и под други псевдоними.

## Биография и творчество
Дубчак е родена на 13 октомври 1961 г. в Саратов, РСФСР, СССР.
Мечтае да стане композитор и завършва теория на музиката и пиано в консерватория. След дипломирането си преподава там известно време.
Още от малка обича да чете много и като студентка опитва да пише. Със съдействието на Александър Гнутов, редактор в издателство „Волга“, завършва семинар по литература в Литературния институт „Максим Горки“ при Владимир Орлов.
След завършване на института прави първата си публикация – разказа „Валька“, във вестник „Зората на младежта“ в Саратов през 1990 г. През 1991 г. разаказът ѝ „Капитан Димич“ е публикуван в парижкото списание „Континент“ и московското списание „Съгласие“.
Първият ѝ роман „Садовник“ е издаден през 1997 г. Поради интереса на читателите към криминалната литература, издателство „Эксмо“ ѝ предлага да пише в този жанр, като главен герой е жена детектив. Под псевдонима Олга Волкова пише поредицата „Пианистка“ с главна героиня пианистката Наталия Орехова, която разследва различни престъпления.
Едновременно започна пише криминални романи като Анна Данилова, който става неин основен псевдоним.
Обича да пътува и на екскурзия в Анталия се запознава с българския нефтен инженер Юлиан Каплан. Омъжва се за него през 2004 г. Имат син. Живее със семейството си в село Страхилица в България. Съпругът ѝ е етнически турчин и двамата често посещават роднините му в Турция.

## Произведения

### Самостоятелни романи
- Садовник (1997)
- Когда меня не стало (1999)
Когато вече ме нямаше, изд.: ИК „Персей“, София (2008), прев. Ива Николова
- Дама из Амстердама (2000)
Дамата от Амстердам, изд.: ИК „Персей“, София (2007), прев. Ива Николова
- Черное платье на десерт (2000)
- Волчья ягода (2001)
- Парик для дамы пик (2002)
- Комната смеха (2003)
- Игры с тёмным прошлым (2006)
Игри с тъмното минало, изд.: ИК „Персей“, София (2007), прев. Ива Николова
- Бронзовое облако (2007)
- Белоснежный лайнер в другую жизнь (2007)
- Женщина-ветер (2007)
- Нирвана с привкусом яда (2007)
- Пикник на красной траве (2007)
- Хроники Розмари (2007)
Чужди пари в ръцете ти, изд.: ИК „Персей“, София (2011), прев. Мариян Петров
- Этюд в розовых тонах (2007)
- Древний инстинкт (2008)
- Сердце химеры (2008)
- Японская молитва (2008)
- Алый шар луны (2009)
- Солнце в ночном небе (2008)
- Услуги особого рода (2008)
- Страна кривого зазеркалья (2009)
- Девушка по вызову (2009)
- Дождь тигровых орхидей (2009)
- Куклы на чердаке (2009)
- Миф Коко Банча (2009)
- Одинокие ночи вдвоём (2009)
- Персиковый мед Матильды (2009)
- Правда о первой ночи (2009)
- Танцующая на волнах (2009)
- Осенние каникулы (2010)
- Шоколадный паж (2009)
- Девять жизней Греты (2010)
- Две линии судьбы. Когда остановится сердце (2010)
- Аромат желания (2011)
- Тайная любовь Копперфильда (2011)
- За спиной – двери в ад (2011)
Зад гърба ми – вратите на ада, изд.: ИК „Персей“, София (2013), прев. Мариян Петров
- Призраки знают всё (2011)
- День без любви (2012)
- Любовница не по карману (2012)
- Последная защита адвоката, или Плюшевый свидетель (2012)
- Смерть отключает телефон (2012)
- Шестой грех (2012)
- Меня зовут Джейн (2012)
- Незнакомка до востребования (2013)
- Дом на берегу ночи (2014)
- Пленница чужих желаний (2015)
- Желтые перчатки (2016)
- Грех и немножко нежно (2016)
- Ведьма с зелеными глазами (2015)
- Тринадцатая гостья (2014)
- Ведьма с зелёными глазами (2015)
- Цветок предательства (2015)
- Девушка, не умеющая ненавидеть (2015)
- Если можешь – прости (2016)
- Убийство в соль минор (2016)
- Уставшая от любви (2016)
- Ева и ее мужчины (2017)
- Одно преступное одиночество (2017)
- Плата за роль Джульетты (2017)
- Слезинка в янтаре (2017)
- Проклятие Клеопатры (2018)
- Сколько живут донжуаны (2018)
- Любовь насмерть (2018)
- Миллион для Коломбины (2019)

### Серия „Частен детектив Юлия Земцова“
1. Крылья страха (1998)
2. Выхожу тебя искать (1998)
3. Мне давно хотелось убить (1999)
4. Саван для блудниц (1999)
5. Рукопись, написанная кровью (2000)
6. Парик для дамы пик (2001)
7. Роспись по телу (2002)
8. Яд Фаберже (2003)
9. Мальтийский апельсин (2004)
10. Виртуальный муж (2004)
11. Цветы абсолютного зла (2004)
12. Платиновая леди (2005)
13. Свергнутая с небес (2005)
14. Гламурная невинность (2005)
15. Властелин на час (2006)

### Серия „Следовател Марк Садовников“
1. Самый близкий демон (2007)
2. Первая жена Иуды (2007)
3. Delete (2007)
4. Ледяное ложе для брачной ночи (2007)
5. Подарок от злого сердца (2007)
6. Печальная принцесса (2007)
7. Издержки богемной жизни (2008)
8. Вспомни обо мне (2008)
9. Красное на голубом (2008)
10. Госпожа Кофе (2009)
11. Черника на снегу (2010)
12. Чёрный пасодобль (2012)

### Серия „Адвокат Елизавета Травина“
1. Две линии судьбы (2010)
2. Красивая, богатая, мертвая... (2012)
3. Пожиратели таланта (2012)
4. Смерть отключает телефон (2012)
5. Серебряная пуля в сердце (2013)
6. Признания грешницы (2014)
7. Приговоренный к жизни (2014)
8. Прекрасный возраст, чтобы умереть (2014)
9. Из жизни жен и любовниц (2015)
10. Мишень для темного ангела (2016)

### Серия „Мехурчета и приятели“ (Пузырёвы и друзья) – детска литература, повести
1. Наследство из склепа (2006)
2. Где ночуют зебры? (2006)
3. Кукла из тёмного шкафа (2006)

### Като Олга Волкова

#### Серия „Пианистка – Наталия Орехова“
- Синие пальцы (1998)
- Филе женщины в винном соусе (1998) – сборник
- Красные губы и зеленые глаза (1998) – сборник
- Рыжая девушка с кофейником (1998)
- Умереть от любви (1999) – сборник
- Три сестры (2001) – сборник

#### Други
- Смертельный поцелуй (1999)
- Все начинается с кладбища. Руки в крови (2001)

#### Нехудожествена литература
- От мышки до кошки (2009)
- Котовасия (2010)
- Если у вас есть собака (2010)
- Вьетнамки в панамках (2011)
- Я лисица (2016)